# Epilepsiehelm

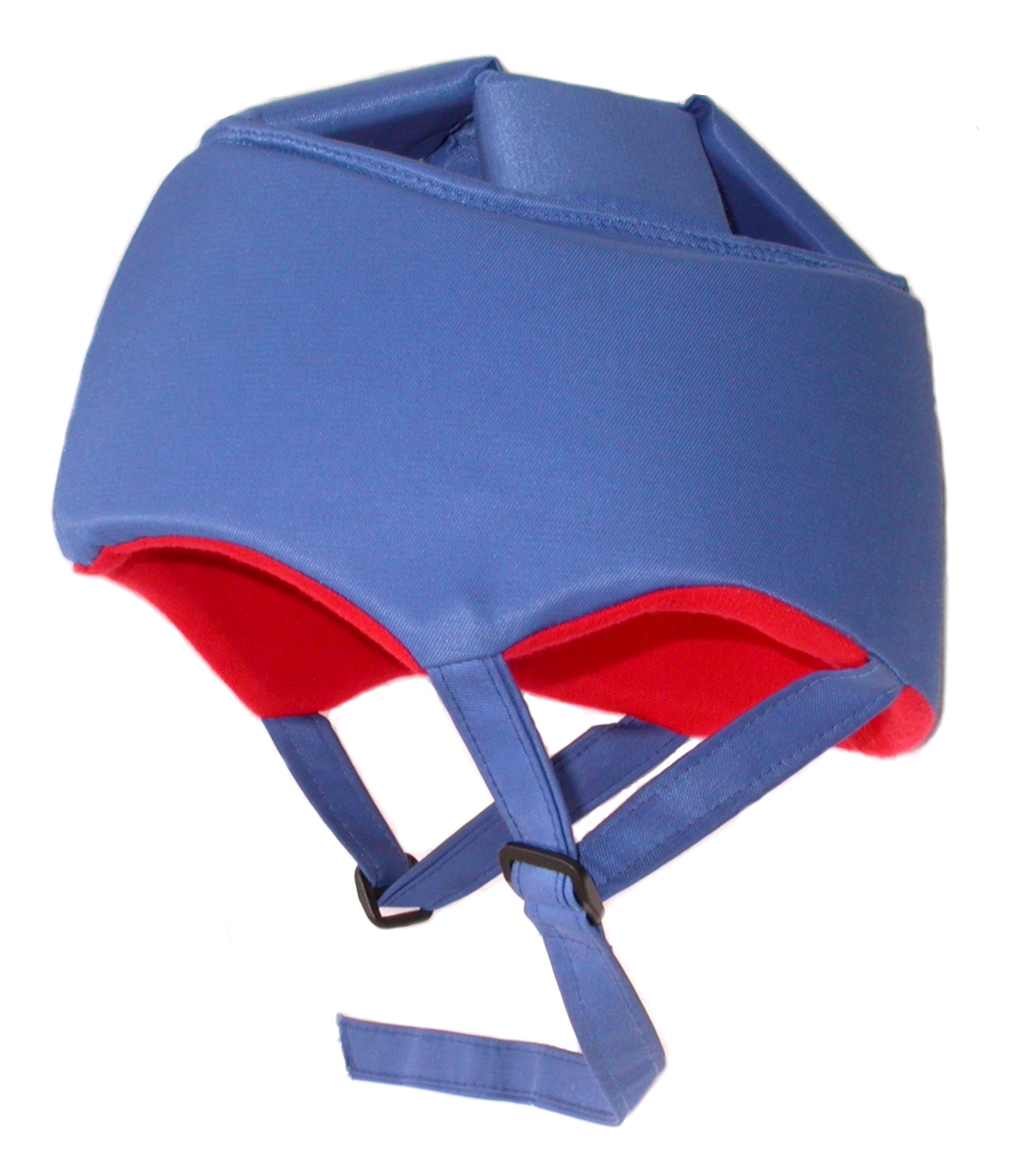
Epilepsiehelm „Toppen77“

Ein Epilepsiehelm ist ein medizinisches Hilfsmittel (ISO-Nummer: 09 06 03).
Er schützt nicht nur bei Stürzen, wie sie bei Epilepsie vorkommen können, sondern auch bei anderen unwillkürlichen Formen von selbstverletzendem Verhalten, wie z. B. bei Autismus oder geistiger Behinderung.

## Aufbau
Epilepsiehelme sind oft Sonderanfertigungen eines Orthopädiemechanikers. Es gibt kein festgelegtes Design.  Bei weniger hohen Anforderungen gibt es diverse Hersteller, die diese Helme in festen Größen anbieten.

### Polsterung
Die auftretenden Einwirkungen auf den Epilepsiehelm sind, im Vergleich zu denen, die bei Stürzen vom Fahrrad oder Motorrad auftreten können, recht gering und treten hauptsächlich im Bereich der „Hutkrempe“ auf. Somit ist der Epilepsiehelm vor allem in diesem Bereich besonders gepolstert.

### Begurtung
Wie bei allen Sturzhelmen ist auch ein in allen Lagen fester Sitz des Epilepsiehelms für seine Schutzfunktion notwendig.

### Sonderausstattungen
Um auf die besonderen Bedürfnisse des Benutzers eingehen zu können, gibt es verschiedene Sonderausstattungen:
- Kinnbügel – am Helm beidseitig befestigter, abstehender Metallbügel, schützt Gesicht bei einem Sturz nach vorne.
- Stirnwulst – Dicke Polsterung im Bereich der Stirn, um diese oder eine Brille besonders zu schützen.
- Hinterkopfplatte – Im Helm eingearbeitete Stahl- oder Kunststoffplatte, um den Hinterkopf besonders zu schützen.
- Steckschloss – Um bei geistig behinderten Benutzern ein Entfernen des Helmes zu verhindern.
- Ohrenschutz – Schutz der Ohren, Hörgerät.

## Problematik
- Stigmatisierung – Um eine stigmatisierenden Wirkung zu verhindern, wird oft versucht, die Gestaltung der Helms möglichst unauffällig zu halten. Besonders gelungene Werke sehen auf den ersten Blick aus wie z. B. eine Baseballkappe. Daneben besteht die Möglichkeit, den Helm mit einer Mütze, Kapuze oder Kopftuch zu verdecken.
- Tragekomfort – Bei erhöhter körperlicher Anstrengung oder warmen Wetter kann es unter dem Helm zu Schweißbildung kommen. Daher sollte der Helm ausreichend mit Belüftungslöchern versehen sein.

## Alternativen
In vielen Fällen kann auf weniger stigmatisierende Sporthelme zurückgegriffen werden:
- Fahrradhelme – sehr hoher Tragekomfort, Negativ: Schutzwirkung in manchen Fällen nicht ausreichend, Lebensdauer begrenzt
- Eishockeyhelme – hohe Schutzwirkung, lange Lebensdauer